# اناستاسيوس بابولاس
 أناستاسيوس بابولاس  (باليونانية : Αναστάσιος Παπούλας) قائد يوناني، قاد القوات اليونانية خلال الحرب التركية اليونانية (1919-1922).
ولد في ميسولونغي عام 1857، دخل معترك السياسة في أوائل العشرينات من عمره، ومع مرور الوقت أصبح صديقاً مقرباً من الملك قسطنطين الأول. عينه الملك قائد للقوات اليونانية في الأناضول في أواخر عام 1920. لكن الهجوم الذي شنه للسيطرة على غرب الأناضول، أوقف في معركة إينونو الأولى في يناير عام 1921. وبعد أن وصلته التعزيزات، استأنفت بابولاس هجومه في 23 مارس 1922، ولكن جيشه الذي بلغ عدده 100,000 رجل، هزم مرة أخرى في معركة إينونو الثانية التي دارت من 28-30 مارس 1922.
واصل بابولاس قيادته للقوات بدعم من الملك، وقادهم في معركة أفيونكاراهيسار-إسكيشهير (16-17 أغسطس) ومعركة ساكاريا (24 أغسطس - 16 سبتمبر)، قبل قيادته لانسحاب القوات اليونانية من أفيونكاراهيسار من أواخر أغسطس إلى 9 سبتمبر، متلافياً الهزيمة على يد الجيش التركي.
بعد نهاية الحرب في عام 1922، أصبح بابولاس معارضاً قوياً للنظام الملكي بعد تأسيس الجمهورية الثانية في اليونان باعتباره مؤيدا لحكومة إلفثيريوس فينيزيلوس خلال أواخر العشرينات وأوائل الثلاثسنيات. بوصفه واحداً من قادة محاولة الانقلاب المواليين لفينيزيلوس في مارس 1935، أدى فشل الانقلاب للقبض عليه وإعدامه بتهمة الخيانة في عام 1935 في أثينا.